# Guy Tunmer
Percival Guy Tunmer, južnoafriški dirkač Formule 1, *1. december 1948, Fricksburg, Južnoafriška republika, †22. junij 1999, Sandton, Johannesburg, Južnoafriška republika.
Guy Tunmer je pokojni južnoafriški dirkač Formule 1. V svoji karieri je nastopil le na domači dirki za Veliko nagrado Južne Afrike v sezoni 1975, ko je z dirkalnikom Lotus 72 zasedel enajsto mesto z več kot dvema krogoma zaostanka za zmagovalcem. Umrl je leta 1999.

## Popolni rezultati Formule 1
(legenda) (odebeljene dirke pomenijo najboljši štartni položaj, poševne pa najhitrejši krog, †-uvrščen kljub odstopu)
| Leto | Moštvo       | Šasija   | Motor       | 1   | 2   | 3      | 4   | 5   | 6   | 7   | 8   | 9   | 10 | 11  | 12  | 13  | 14  | Prv | Toč |
| ---- | ------------ | -------- | ----------- | --- | --- | ------ | --- | --- | --- | --- | --- | --- | -- | --- | --- | --- | --- | --- | --- |
| 1975 | Team Gunston | Lotus 72 | Cosworth V8 | ARG | BRA | JAR 11 | ŠPA | MON | BEL | ŠVE | NIZ | FRA | VB | NEM | AVT | ITA | ZDA | -   | 0   |